# Cayambe
A Cayambe egy vulkán az ecuadori Andok középső ágán, Pichincha tartományban, Quitótól 70 km-re északkeletre. Ez a harmadik legmagasabb hegy Ecuadorban. Először a brit Edward Whymper valamint az olasz Juan Antonio és Luis Carrel mászta meg 1880-ban. A Cayambe tetején állandó hósapka van. Déli oldalán, 4690 m-en van a legmagasabb pont, amelyen az egyenlítő áthalad és az egyenlítő egyetlen olyan része, amely havon halad végig. A vulkán a Cayambe-Coca Ökológiai Rezervátum része. Cayambe város a vulkánról kapta a nevét.